# Ladislav Hunyadi
Ladislav Hunyadi (madžarsko Hunyadi László, slovaško Ladislav Huňady), ogrski plemič in državnik z domnevno romunskim poreklom, * 1433, † 16. marec 1457.
Ladislav Hunyadi je bil starejši od dveh sinov Jánosa (Ivana) Hunyadija in Elizabete Szilágyi. Bil je starejši brat Matije Hunyadija (Korvina), ki je kasneje postal kralj Ogrske. 
Že od mladosti je spremljal svojega očeta na vojaških pohodih. Po kosovski bitki (1448) je bil nekaj časa talec za svojega očeta, v rokah srbskega despota Jurija Brankovića, (1427–1456). 
Leta 1452 je bil član delegacije, ki je šla na Dunaj da bi od Friderika III. dobila nazaj mladega češkega in ogrskega kralja Ladislava V. (Posmrtnega).
Leta 1453 je bil ban Hrvaške in Dalmacije. Na državnem zboru v Budimu (1455) je odstopil od vseh funkcij, zaradi obtožb Ulrika II. Celjskega in drugih svojih sovražnikov. Spravo so nazadnje zakrpali in zaročen je bil z Ano, hčerko hrvaško-ogrskega palatina, Ladislava Garaija.
Po smrti očeta leta 1456, ga je njegov stari sovražnik Ulrik II. Celjski (tedaj vrhovni poveljnik ogrske vojske) obtožil odgovornosti za dolgove očeta do države. Ker se je na državnem zboru v Futaku (oktober 1456) dobro branil, mu je Ulrik II. Celjski ponudil pomiritev, tako da mu je obljubil zaščito pod pogojem, da bi najprej predal vse kraljeve gradove, ki so mu bili zaupani.
To naj bi se pričelo s predajo trdnjave Beograd (Nándorfehérvár), kateri je poveljeval Hunyadi. Kralj Ladislav Posmrtni je tedaj pripravljal križarski pohod proti Turkom in z vojsko, ki ji je poveljeval Ulrik II., prišel pred Beograd. Hunyadi je v trdnjavo spustil le kralja Ladislava in Ulrika, preostala vojska pa je ostala pred Beogradom. 
Naslednjega jutra (9. novembra 1456) so Hunyadi in njegovi Ulrika II. Celjskega v nepojasnjenih okoliščinah  umorili. Urlik se je branil ter ranil Hunyadija po roki in glavi in Mihaela Silagjija po rami. Na ohranjeni Ulrikovi lobanji manjka levi del obraza, domnevno odsekanega z mečem. Celjska kronika navaja da so Ulrika na mizi obglavili.
Kasneje je Hunyadi služil kot kraljevi konjeniški poveljnik ((fő)lovászmester) do svoje smrti.
Prestrašeni mladi kralj je Hunyadija nato pomilostil in na poznejšem razgovoru z njegovo materjo v Temišvaru prisegel, da bo zaščitil vso družino. Kot jamstvo svoje iskrenosti je Hunyadija imenoval za gospodarja zakladništva in generalnega stotnika kraljestva. Ne da bi slutil hudega, je Hunyadi spremljal kralja v Budim. Toda ob prihodu tja so ga zaprli zaradi obtožbe upora proti kralju. Obsojen je bil na smrt brez upoštevanja kakršnih koli pravnih formalnosti in 16. marca 1457 so ga obglavili.